# Ermanno III di Svevia
Ermanno III (994 o 995 – 1º aprile 1012) fu duca di Svevia dal 1003 alla morte.

## Biografia
Ermanno era figlio di Ermanno II e sua moglie Gerberga di Borgogna, figlia di Corrado I di Borgogna. Era dunque era un membro della dinastia dei Corradinidi. Aveva molti ascendenti illustri: tramite suo padre discendeva da Enrico l'Uccellatore; attraverso la madre discendeva da Luigi IV di Francia, Alfredo il Grande e Carlo Magno. La sorella di Ermanno, Gisela di Svevia, sposò successivamente l'imperatore Corrado II.

### Eredità e reggenza
Nel 1003 suo padre morì e Ermanno ereditò il ducato di Svevia all'età di circa nove anni. Il ducato di Ermanno, essendo lui minorenne, fu di fatto controllato da suo cugino, il re dei Franchi Orientali, Enrico II, che era il suo tutore. Enrico II era diffidente nei confronti dei Corradinidi. Il padre di Ermanno III, Ermanno II, si era opposto all'elezione di Enrico II come re dei Franchi Orientali nel 1002 e si era candidato al trono come successore di Ottone III. Enrico II usò quindi la sua posizione di tutore di Ermanno per limitare il potere dei duchi di Svevia. Assunse il controllo dei luoghi chiave della stessa Svevia (compresi Hohentwiel, Breisach e Zurigo) e sostituì la zecca ducale con una zecca reale. Separò l'Alsazia dal ducato di Svevia e diede il controllo di questa a uno dei suoi parenti, il conte Gerardo. Il controllo di Enrico sulla Svevia era ancora presente quando Ermanno morì all'età di diciotto anni nel 1012.
Ermanno III non si sposò e non ebbe eredi. La linea maschile dei Corradinidi di Svevia cessò di esistere con la sua morte. Enrico III scelse Ernesto per succedergli; due anni dopo, Ernesto sposò la sorella di Ermanno Gisela di Svevia per consolidare il proprio potere.

## Ascendenza
|                         |                        |                       | Genitori              |  |  | Nonni |  |  | Bisnonni |  |  | Trisnonni |  |
|                         |                        |                       |                       |  |  |       |  |  | …        |  |  | …         |  |
|                         |                        |                       |                       |  |  |       |  |  | …        |  |  | …         |  |
|                         |                        | …                     |                       |  |  |       |  |  | …        |  |  |           |  |
| Corrado I di Svevia     |                        |                       |                       |  |  |       |  |  | …        |  |  |           |  |
|                         |                        | …                     | …                     |  |  |       |  |  |          |  |  |           |  |
|                         |                        | …                     | …                     |  |  |       |  |  |          |  |  |           |  |
|                         |                        | …                     | …                     |  |  |       |  |  |          |  |  |           |  |
| Ermanno II di Svevia    |                        | …                     |                       |  |  |       |  |  |          |  |  |           |  |
|                         |                        | …                     | …                     |  |  |       |  |  |          |  |  |           |  |
|                         |                        | …                     | …                     |  |  |       |  |  |          |  |  |           |  |
|                         |                        | …                     | …                     |  |  |       |  |  |          |  |  |           |  |
| …                       |                        | …                     |                       |  |  |       |  |  |          |  |  |           |  |
|                         |                        | …                     | …                     |  |  |       |  |  |          |  |  |           |  |
|                         |                        | …                     | …                     |  |  |       |  |  |          |  |  |           |  |
|                         |                        | …                     | …                     |  |  |       |  |  |          |  |  |           |  |
| Ermanno III di Svevia   |                        | …                     |                       |  |  |       |  |  |          |  |  |           |  |
|                         | Rodolfo II di Borgogna | Rodolfo I di Borgogna |                       |  |  |       |  |  |          |  |  |           |  |
|                         | Rodolfo II di Borgogna | Rodolfo I di Borgogna |                       |  |  |       |  |  |          |  |  |           |  |
|                         | Rodolfo II di Borgogna | Willa di Provenza     |                       |  |  |       |  |  |          |  |  |           |  |
| Corrado III di Borgogna | Rodolfo II di Borgogna |                       |                       |  |  |       |  |  |          |  |  |           |  |
|                         |                        | Berta di Svevia       | Liutprando di Cremona |  |  |       |  |  |          |  |  |           |  |
|                         |                        | Berta di Svevia       | Liutprando di Cremona |  |  |       |  |  |          |  |  |           |  |
|                         |                        | Berta di Svevia       | Regelinda             |  |  |       |  |  |          |  |  |           |  |
| Gerberga di Borgogna    |                        | Berta di Svevia       |                       |  |  |       |  |  |          |  |  |           |  |
|                         |                        | Luigi IV di Francia   | Carlo III di Francia  |  |  |       |  |  |          |  |  |           |  |
|                         |                        | Luigi IV di Francia   | Carlo III di Francia  |  |  |       |  |  |          |  |  |           |  |
|                         |                        | Luigi IV di Francia   | Eadgifu d'Inghilterra |  |  |       |  |  |          |  |  |           |  |
| Matilde di Francia      |                        | Luigi IV di Francia   |                       |  |  |       |  |  |          |  |  |           |  |
|                         |                        | Gerberga di Sassonia  | Enrico I di Sassonia  |  |  |       |  |  |          |  |  |           |  |
|                         |                        | Gerberga di Sassonia  | Enrico I di Sassonia  |  |  |       |  |  |          |  |  |           |  |
|                         |                        | Gerberga di Sassonia  | Matilde di Ringelheim |  |  |       |  |  |          |  |  |           |  |
|                         |                        | Gerberga di Sassonia  |                       |  |  |       |  |  |          |  |  |           |  |